# Bradavičník malý
Bradavičník malý (Acrochordus granulatus) je nejmenší zástupce čeledi bradavičníkovitých. Je to vodní a nejedovatý had, který jen zřídka leze na souš. Druh se vyznačuje hnědavou či modravou (forma z Filipín) barvou a příčným černým pruhováním, které napodobuje některé prudce jedovaté mořské hady. Oproti všem jiným rodům hadů chybí bradavičníkům některé kosti v lebce a jsou tedy považováni jen za vzdálené příbuzné běžných hadů.

## Popis
Bradavičníci dorůstají až 100 centimetrů délky. Má drobné šupiny, které se nepřekrývají a jsou poměrně drsné. Jejich kůže je velmi volná, což v kombinaci s drsnými šupinami pomáhá při lovu ryb, kterými se především živí. Jejich zbarvení je různorodé, většinou však různé odstíny modravé (hadi z Filipín), hnědé až béžové s klikatou čárou na hřbetu. Modrá forma z Filipín může na první pohled připomínat jedovatého mořského hada Laticauda laticaudata. Mají poměrně krátkou hlavu a nevýrazný krk. Oči i nozdry jsou postavené spíše nahoře, aby mohli být ponoření a vidět nad hladinu. Jejich čelisti nejsou srostlé, mezičelist však není ozubená. Dolní čelist je pevná.

## Rozšíření
Je to sladkovodní had. Vyskytuje se v jižní Indii, Číně, Indonésii (ostrovy Sumatra, Jáva a Borneo), Vietnamu, Kambodži, Myanmaru, Thajsku, Malajsii, Singapuru až po Filipíny. Obývá rybníky, močály a jezera se stojatou vodou. 

## Způsob života
Bradavičník malý je skutečně vodní had, který na břeh vystupuje jen zřídka. Loví ryby. Samice rodí živá mláďata.

## Chov
Chov je doporučován ve stojaté vodě v akváriu s nízkým sloupcem vody ca do 12 cm podle velikosti hada. Nejvhodnější potravou jsou ryby, u malých hadů např. paví očka. Filtr by v akváriu neměl vytvářet silný proud vody.